# Antide Janvier

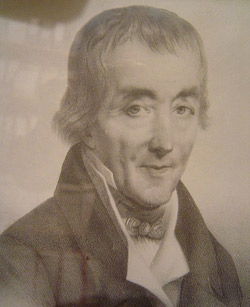
Antide Janvier (1751–1835)

Antide Janvier (* 1. Juli 1751 in Briva, Lavans-lès-Saint-Claude; † 23. September 1835 in Paris) war ein französischer Uhrmacher und Fachschriftsteller.

## Leben und uhrmacherische Leistung
Janvier wurde in Briva, einem Dorf im französischen Département Jura geboren und erlernte die Grundlagen des Uhrmacherberufes von seinem Vater, der sein Talent erkannt hatte und ihn förderte. Er wurde von einem örtlichen Abt in Latein, Griechisch, Mathematik und Astronomie unterrichtet. Bereits im Alter von fünfzehn Jahren konstruierte er eine Armillarsphäre, die er der Akademie der Wissenschaften von Besançon vorstellte und die dort viel Bewunderung fand. Nach seiner Ausbildung hielt er sich oft in Morez auf.
Er gewann schnell an Renommee als Hersteller von komplizierten und schwierigen Uhren in allerhöchster Qualität, einschließlich vieler Pendulen, Globen, astronomischer Uhren, Sphären und Planetarien, für die er neuartige Getriebe und Konstruktionen erfand. 1775 und 1784 weilte er in Paris und Versailles, um seine Arbeiten den Königen Ludwig XV. und Ludwig XVI. vorzustellen. Während der Französischen Revolution verbrachte er wegen dieser königlichen Verbindungen viel Zeit im Gefängnis und geriet danach in finanzielle Nöte, da viele seiner Arbeiten nicht bezahlt wurden. 1802 eröffnete er eine Schule für Großuhrmacherei. Nach der Wiederherstellung der Monarchie unter Karl X., bekam er 1826 zwar eine kleine Pension zugesprochen, verstarb aber vergessen und in völliger Armut.

## Bekannte Einzeluhren
- Pendule des marrées, 1789, Gezeitenuhr für Ludwig XVI. Berechnung nach der Gezeitengleichung von Laplace.[2]

## Werke
- Étrennes chronométriques pour l’an 1811, ou Précis de ce qui concerne le temps, ses divisions, ses mesures, leurs usages, etc, 1810.
- Essai sur les horloges publiques, pour les communes de la campagne, 1811.
- Manuel Chronometrique ou precis de ce qui concerne le temps, ses divisions, ses mesures, leurs usages. Didot, Paris 1821.
- Précis des calendriers civil et ecclésiastique. Didot, Paris 1824.
- Recueil des machines composées et exécutées. Didot, Paris 1827.
- Des Révolutions des Corps célestes par le Mechanisme des Rouages. Imprimerie de P. Didot l’ainé, Paris 1812